# Eduardo Moure
Eduardo Moure (4 de julio de 1932 – 14 de enero de 2006) fue un actor cubano de teatro, cine, y televisión.

## Biografía
Nació en La Habana.  Sus padres, Antonio y Manuela, naturales de Galicia, España,  llegaron adultos a Cuba y se casaron en La Habana.  Eduardo se casó en 1958 con Elena Gómez Boix, y tuvo tres hijos: Adriana, Eduardo y Sergio.  En 1972 se fue de Cuba y vivió con su familia en Madrid, España por dos años.  En 1974 llegó a los Estados Unidos donde vivió en Union City, New Jersey por menos de un año y en Las Vegas, Nevada hasta su muerte.

## Carrera artística
Su interés en las artes comenzó con su amor a la ópera.  De muy joven tomó clases de canto.  Más tarde, en la década del cincuenta formó parte del grupo teatral Prometeo, bajo la dirección de Francisco Morín. Aquí comenzó su carrera como actor.

### Cine
Cronología
1960 Historias de la revolución. Dir. Tomás Gutiérrez Alea
1964 Un poco más de azul. Dir. Fernando Villaverde (Primer cuento, Elena).
1968 Lucía. Dir. Humberto Solás
1968 La ausencia. Dir. Alberto Roldán
1968 La primera carga al machete. Dir. Manuel Octavio Gómez

### Teatro
Cronología
1955 Calígula, de Albert Camus.
1955 Los endemoniados, de Eugene O'Neill.
1956 Delito en la Isla de las Cabras, de Ugo Betti.
1956 Sur, de Julien Green.
1956 Un tal Judas, de Claude André Puget y Pierre Bos.
1956 Llama viva, de John Steinbeck.
1957 El fuego mal avivado (Le feu qui reprend mal), de Jean J. Bernard
1957 Réquiem para una monja, de William Faulkner.
1958 Los Condenados, de José Suárez Carreño (En Nueva York, en la sala teatro del hotel Lucerne, Calle 79 y Avenida Ámsterdam).
1960 Electra Garrigó, de Virgilio Piñera.
1960/61 Santa Juana de América, de Andrés Lizarraga.
1962 La madre, de Máximo Gorki.
1962 El centroforward murió al amanecer, de Agustín Cuzzani.
1963 Y nos dijeron que éramos inmortales, de Osvaldo Dragún.
1964 Romeo y Julieta, de William Shakespeare.
1965 Un tranvía llamado deseo, de Tennessee Williams.
1965 Casa de muñecas, de Henrik Ibsen.
1965 Réquiem por Yarini, de Carlos Felipe.
1966 Unos hombres y otros, de Jesús Díaz.
1966 La intimidad de una estrella, de Clifford Odets.
1968 La soga al cuello, de Manuel Reguera Saumell.
1968 El millonario y la maleta, de Gertrudis Gómez de Avellaneda.
1969 El caballero de Olmedo, de Lope de Vega.